# Test di Elek
Il test di Elek (ed Ouchterlony) è un test di immunodiffusione utilizzato per identificare i Corynebacterium diphtheriae produttori di tossina difterica.
L'infezione da Corynebacterium diphtheriae è diagnosticata usando un tampone faringeo. Nel tampone tuttavia vi è una miscela di organismi (Corynebacterium diphtheriae e normali batteri della flora faringea).
Il test di Elek viene quindi utilizzato per distinguere gli organismi Corynebacterium diphtheriae dai normali organismi della flora batterica faringea chiamati anche batteri difteroidi. Infatti solo ceppi lisogeni per il batteriofago β sono in grado di produrre la tossina difterica e causare quindi la difterite.

## Storia
Petrie e Steabben nel 1943 per primi suggerirono la possibilità di ricorrere a terreni di coltura come matrice di reazioni tossina antitossina. Essi svilupparono alcuni studi sui principali clostridi che causavano gangrena gassosa e sui bacilli della difterite e segnalarono che durante la crescita di una colonia produttrice di tossina, quest'ultima diffondeva all'esterno della colonia ed interagiva con l'antitossina omologa che essi avevano aggiunto al mezzo di coltura per formare un precipitato, delicato ma inconfondibile, simile ad un alone attorno alla colonia stessa.
Ouchterlony nel 1948 osservò che quando della antitossina difterica veniva incorporata in una piastra e un ceppo che produce la tossina viene inoculato per striscio sulla stessa, si producono una serie di linee, causate dalla reazione di precipitazione tra tossina ed antitossina. Nel 1949 Elek in un lavoro scientifico apparso sul Journal of Clinical Pathology caratterizzò con precisione le modalità di esecuzione del test ed utilizzò un mezzo più adatto per la tossina difterica.

## Allestimento del test
Il test viene eseguito nel modo seguente:
- si depone una striscia imbevuta di antitossina sul fondo di una piastra
- si aggiunge alla piastra di agar-siero, che viene lasciato gelificare
- si seminano i batteri sulla piastra di agar-siero in modo perpendicolare alla striscia imbevuta di antitossina.

## Incubazione
La piastra deve restare in incubazione per 18-24 ore in ambiente aerobio e ad una temperatura di circa 37° centigradi.

## Interpretazione dei risultati
La antitossina, che proviene dalla striscia di carta imbevuta e posizionata sul fondo della piastra, e la tossina (prodotta dal batterio) diffondono gradualmente nel mezzo. Quando si incontrano formano una linea bianca di precipitazione con un angolo di circa 45° rispetto alla linea di inoculo.
Pertanto se i batteri seminati producono tossine, si formerà un precipitato lungo il fronte di incontro fra le tossine e le antitossine.
Le linee di precipitazione di un controllo positivo ed un test positivo danno luogo ad una formazione 'tipo onda'.